# FC Encamp
FC Encamp is een Andorrese voetbalclub uit het dorp Encamp. De club werd twee keer landskampioen.

## Erelijst
- Primera Divisió

Winnaar (2): 1996, 2002
Tweede (0):
- Segona Divisió

Winnaar (3): 2006, 2009, 2012
- Andorrese voetbalbeker

Winnaar (0):
Finalist (1): 2000

## Eindklasseringen vanaf 1996
| 1 |

| 3 |

| 3 |

| 3 |

| 4 |

| 7 |

| 1 |

| 2 |

| 4 |

| 8 |

| 1 |

| 7 |

| 3 |

| 1 |

| 7 |

| 7 |

| 1 |

| 7 |

| 6 |

| 7 |

| 6 |

| 7 |

| 6 |

| 8 |

| 3 |

| 3 |

| 6 |

| 6 |

| Primera Divisió | Segona Divisió |

## In Europa
#Q = #voorronde, #R = #ronde, T/U = Thuis/Uit, W = Wedstrijd, PUC = punten UEFA coëfficiënten .
Uitslagen vanuit gezichtspunt FC Encamp
| Seizoen | Competitie    | Ronde | Land             | Club                     | Totaalscore | 1e W    | 2e W    | PUC |
| ------- | ------------- | ----- | ---------------- | ------------------------ | ----------- | ------- | ------- | --- |
| 2002/03 | UEFA Cup      | Q     | Vlag van Rusland | FK Zenit Sint-Petersburg | 0-13        | 0-5 (T) | 0-8 (U) | 0.0 |
| 2003    | Intertoto Cup | 1R    | Vlag van België  | Lierse SK                | 1-7         | 0-3 (T) | 1-4 (U) | 0.0 |

Totaal aantal punten UEFA coëfficiënten: 0.0
CF Atlètic Amèrica ·
Atlètic Amèrica II ·
FC Santa Coloma-II ·
CE Carroi ·
UE Santa Coloma-II